# Серебрія (Гайсинський район)
Серебрі́я — село в Україні, у Джулинській сільській громаді Гайсинського району Вінницької області.

## Географія
У селі бере початок Безіменна річка, права притока Тернівки.

## Історія
7 (20) листопада 1917 року, відповідно до Третього Універсалу Української Центральної Ради, увійшло до складу Української Народної Республіки.
Під час другого голодомору у 1932–1933 роках, проведеного радянською владою, загинуло 200 осіб.
12 червня 2020 року, відповідно розпорядження Кабінету Міністрів України № 707-р «Про визначення адміністративних центрів та затвердження територій територіальних громад Вінницької області», село увійшло до складу Джулинської сільської громади.
19 липня 2020 року, в результаті адміністративно-територіальної реформи і ліквідації Бершадського району, село увійшло до складу Гайсинського району.

## Інфраструктура
В селі колективне господарство та сільська рада (села Серебрія та Березівка). Дев'ятикласна середня школа. У школі працює безкоштовна їдальня. При школі спортивний та ігровий майданчик, за клубом — футбольне поле.
Бібліотека для читачів усіх вікових категорій, яка розміщена у додатковому відділенні будинку культури.
Три продуктові магазини, щочетверга — досить багатий сільський ярмарок.